# Distretto di Baiyun
Il distretto di Baiyun (白云区S, Báiyún QūP) è un distretto della Cina, situato nella provincia del Guangdong.